# I Would Set Myself on Fire for You
I Would Set Myself on Fire for You fue una banda estadounidense de post-hardcore formada en Atlanta; en 2001. La banda se caracterizó por su constante experimentación del screamo y la utilización de viola, violonchelo, guitarra acústica, trompeta, saxofón y sintetizador en sus canciones.

## Miembros
- Stephen Matthew Newhouse – voz, guitarra rítmica
- Justin Karl Lane – voz, bajo
- Lindsey Leigh Harbour – voz, violonchelo
- Danny Lee Sloderbeck – guitarra principal
- Tyler Dale Walters – teclados, sintetizador, percusión, coros
- Paul Myron Hobson – batería, percusión, sintetizador

## Discografía
- I Would Set Myself on Fire for You (EP, 2003, Delian League Records)
- I Would Set Myself on Fire for You (Álbum de estudio, 2003, Stickfigure Records)
- Believes in Patterns (Álbum de estudio, 2006, Stickfigure Records)